# هنری هازلام
هنری هازلام (انگلیسی: Henry Haslam; ۱۸۷۹ - ۱۳ اکتبر ۱۹۴۲) بازیکن فوتبال اهل بریتانیا بود.
وی به‌همراه تیم فوتبال المپیک بریتانیای کبیر به مدال طلا مسابقات فوتبال در بازی‌های المپیک تابستانی ۱۹۰۰ دست پیدا کرده‌است.